# علي مامادي
علي مامادي (بالفرنسية: Ali M'Madi)‏ (و. 1990  م) هو لاعب كرة قدم من جزر القمر، ولد في مارسيليا، مركز لعبه هو لاعب وسط، وجناح ‏.

## روابط خارجية
- علي مامادي على موقع رابطة كرة القدم الفرنسية للمحترفين (الإنجليزية)
- علي مامادي على موقع قاعدة بيانات كرة القدم.إي يو (الإنجليزية)
- علي مامادي على موقع ليكيب (الفرنسية)
- علي مامادي على موقع ناشيونال فوتبول تيمز (الإنجليزية)
- علي مامادي على موقع Soccerway.com (الإنجليزية)
- علي مامادي على موقع AS.com (الإسبانية)